# Djurgårdens IF Fotboll 1960
Djurgårdens IF Fotboll, spelade 1960 i Allsvenskan. Denna säsong åkte man ur allsvenskan, ner till Division 2 Svealand.
Med ett hemmapubliksnitt på 10944 blev Leif Skiöld lagets bäste målskytt med 5 mål.